# Caso Bruna Vasconcelos
O caso Bruna Vasconcelos refere-se ao sequestro, adoção ilegal em Israel e retorno ao Brasil da menina Bruna Aparecida Vasconcelos. A bebê tinha apenas 4 meses de vida quando foi sequestrada em 1986. O caso gerou muita comoção e ganhou enorme repercussão à época, depois que um canal de TV britânico localizou a mãe da garota, Rosilda Gonçalves, e a ajudou a trazer a filha de volta ao Brasil em 1988. Ela havia sido levada para Israel ilegalmente pela quadrilha da traficante confessa de bebês Arlete Hilu para adoção pela família Turgeman.
Acredita-se que Bruna seja a única, entre milhares de bebês brasileiros levados do país para adoção por famílias estrangeiras, a ser posteriormente trazida de volta para a família biológica no Brasil.

## Informações pessoais
Bruna Aparecida Vasconcelos nasceu em Curitiba, capital do Paraná, em 12 de junho de 1986, filha da manicure Rosilda Gonçalves, então com 30 anos, e do mecânico Luís Américo Vasconcelos, então com 32. O casal ainda teve outros filhos: Gilberto, que tinha 15 anos quando a menina nasceu, Cléverson, 12, e Vanessa, 6. Rosilda teve outros três filhos e Luís Américo, outros seis, quando já estavam separados. Bruna teve dois filhos, o primeiro deles quando ela tinha apenas 14 anos. 

## Sequestro e adoção
Nascida em 12 de junho de 1986, Bruna Aparecida Vasconcelos foi sequestrada no dia 13 de outubro de 1986, quando tinha quatro meses de vida, da casa em que morava com a mãe, então com 30 anos, e o irmão de 12 anos no bairro Cotolengo, na periferia de Curitiba, por uma falsa babá, identificada como Marisa Vieira. A mulher havia sido contratada pela mãe da criança, Rosilda Gonçalves, depois de ela começar a trabalhar como manicure, precisando assim de ajuda para tomar conta da criança.
Segundo a imprensa, a falsa babá era ligada à quadrilha de Arlete Hilu, que traficava recém-nascidos brasileiros e os levava ilegalmente para fora do país, onde eram vendidos por milhares de dólares para casais em busca de adoção. Marisa Vieira contara com a ajuda do namorado, identificado como Rodolfo Garcia, para sequestrar Bruna e levá-la até a quadrilha de Arlete. A falsa babá foi presa dois dias depois, em 15 de outubro, e condenada a 2 anos e 11 meses de prisão, mas a bebê já havia sido levada para Israel. 
Quando estava na prisão, Marisa Vieira disse acreditar que sua pena era muito branda e que o correto seria se ela tivesse sido sentenciada à pena de morte, artifício inexistente no Brasil desde o século XIX (exceto em casos de guerra).
Quem explicou a mecânica do sequestro foi a jornalista curitibana Elza Oliveira, uma das primeiras a cobrir o caso à época: "A 'babá', que tinha sido contratada, chegou na casa e deu um dinheiro pra esse menino [irmão de Bruna] e falou assim: 'Ó, fiquei devendo um dinheiro pra sua mãe, porque ela me emprestou, e vim aqui pagar, queria que você fosse ali no botequinho da esquina trocar o dinheiro'. O menino saiu pra ir no boteco da esquina e quando voltou, a moça tinha ido embora com a Bruna", contou, em 2023.
Levada a Israel, Bruna foi recebida com "festa chique" pelo casal Jacob (Yakov) e Simone Turgeman, que vivia na cidade de Lod, próxima a Tel Aviv. Os novos pais deram à menina o nome de Caroline. À época, os pais adotivos disseram não saber, no momento da adoção, que a menina fora sequestrada.

### Prisão e confissão
Em dezembro de 1987, mais de um ano após o sequestro da menina, um integrante da quadrilha de Arlete Hilu foi preso pela polícia paranaense e acabou confessando o crime. Ele contou que Bruna teria sido vendida por 30 mil dólares ao casal Turgeman, de Israel, que desejava adotá-la.

### Arlete Hilu e o sequestro de bebês
Ver artigo principal: Arlete Hilu
Ao longo da década de 1980, época do sequestro de Bruna, milhares de crianças brasileiras foram tiradas ilegalmente do país e vendidas para adoção por famílias estrangeiras. O esquema era liderado pela quadrilha de Arlete Hilu, mulher nascida em Minas Gerais que se apresentava como advogada, contabilista, assistente social, "curadora especial de menores" e até como enfermeira, embora não existam informações precisas sobre sua real profissão.
A quadrilha é suspeita de ter "exportado" dezenas de milhares de crianças. A maioria delas, como foi o caso de Bruna, foi parar em Israel. De acordo com o que disse uma autoridade israelense em 1988, "cerca de 2 mil crianças latino-americanas haviam sido adotadas no país por casais que não conseguiam crianças junto à agência oficial de adoções do governo". Na ocasião, um acadêmico da Universidade Hebraica de Jerusalém, Eliezer Jaffee, disse ao jornal estadunidense The New York Times que Israel precisava "de uma agência de adoção privada, independente e sem fins lucrativos que possa fazer acordos com todas as agências internacionais".

## Repercussão
O caso de Bruna Vasconcelos teve grande repercussão à época, principalmente depois que a mãe da garota, Rosilda Gonçalves, se mobilizou para conseguir recuperar a filha. Inicialmente, a mulher visitava constantemente o Palácio Iguaçu, sede do governo paranaense, para tentar falar com autoridades e atrair atenção para o caso. O esforço não teve muito resultado, "provavelmente por falta de interesse das autoridades e porque devia ter muito funcionário público envolvido no esquema", como escreveu a jornalista Marleth Silva em 2018, em referência ao caso.
Com a divulgação do caso, houve muito temor de famílias da região Sul do Brasil em relação ao sequestro e desaparecimento de crianças. O período registrou uma série de desaparecimentos de crianças, especialmente no Paraná. Embora não existam provas da relação entre tais desaparecimentos e o sequestro de bebês, na época as famílias tiveram muito medo de que seus filhos desaparecessem.

## A batalha da mãe
A jornalista Marleth Silva, que trabalhava no jornal Gazeta do Povo à época do sequestro de Bruna, narrou, em 2018, os esforços da mãe da menina, Rosilda Gonçalves, para recuperar a bebê. Ela conta que diversas vezes "vi na recepção [do Palácio Iguaçu] uma mulher pequena, de cabelos curtos e roupas simples [...] parecia sempre tensa, triste, arredia". Rosilda, segundo ela, fazia visitas frequentes à sede do governo do Paraná "para tentar falar com alguma autoridade ou ser recebida por alguém".
Os esforços para recuperar a filha também foram narrados pela jornalista brasileira Elza Oliveira (uma das primeiras a revelar o caso), no podcast Rádio Novelo Apresenta, de 2023: "ela ficava atrás de todo mundo, ia na polícia o tempo inteiro. Ela nunca desistiu, bateu na porta da polícia, dos deputados, foi pra Brasília, foi no Itamaraty, ela realmente foi uma mulher muito guerreira". Segundo a jornalista, a mãe de Bruna "recorreu a todos os meios que tinha à disposição para recuperar a filha". 
O processo na Justiça israelense levou seis meses para ser concluído. "

## Retorno ao Brasil
Após uma longa batalha jurídica travada entre a mãe biológica de Bruna e os pais adotivos, que teve grande repercussão tanto em Israel como no Brasil, Bruna voltou ao país em 30 de junho de 1988, quase 2 anos após o sequestro. Ela tinha quase 3 anos quando retornou ao país. A repatriação ocorreu por força de decisão da Suprema Corte israelense, que entendeu que a menina havia sido sequestrada e que deveria, portanto, ficar com a família biológica.

### A chegada ao país
Em 30 de junho de 1988, Rosilda, o então marido Luís Américo Vasconcelos e a menina Bruna chegaram ao Brasil em meio a uma festa promovida pela população, com apoio do governo do Paraná. O Jornal do Brasil reportou, na capa da edição de 1º de julho de 1988, que a menina voltara "sem dar a impressão de qualquer dificuldade de adaptação aos verdadeiros pais: sorria e brincava com eles e se mostrava indiferente à festa de sua chegada que movimentou a cidade", destacou o jornal carioca.
A festa foi descrita como "uma das maiores da cidade, como se chegasse uma delegação de futebol campeã do mundo". A imprensa da época registou que mais de 500 pessoas foram ao aeroporto para aplaudir a chegada da menina e que cerca de 100 carros acompanharam "em caravana ruidosa" o trajeto até o Palácio Iguaçu. Foram levantados recursos através de programas de rádio e de uma conta aberta pelo então governador Álvaro Dias para pagar as despesas com o processo e com os exames médicos realizados em Israel para comprovar que Bruna era realmente filha do casal".
O governador entregou a Rosilda um cheque de Cz$ 82 mil, valor das doações feitas na conta bancária. A soma é equivalente a quase R$ 5 mil em valores corrigidos pelo IPCA até julho de 2023, segundo cálculo online oferecido pelo IBGE.

### Caso Rodrigo Movice
Ainda no dia da chegada do casal com a menina a Curitiba, eles se encontraram no Palácio Iguaçu com os pais do menino Rodrigo Movice, que havia sido raptado em casa, como Bruna, em outubro de 1987. O Jornal do Brasil assim descreveu o encontro: "Rosilda chorou pela primeira vez e provocou comoção geral quando pegou um microfone e disse: 'Agora eu quero pôr à prova o respeito que as pessoas dizer que têm por mim, pela minha luta para reconquistar Bruna: quero pedir que alguém faça alguma coisa para ajudar este casal', e apontava, chorando muito, para Antônio e Elisabete Movice". A polícia indicava à época que o menino poderia estar na Holanda. 

### Readaptação
A readaptação da família biológica de Bruna e da menina ao retorno dela ao Brasil não teve percalços. Rosilda disse, na chegada da família de volta ao Brasil, que aos poucos faria com que a menina esquecesse o nome dado pelo casal israelense, Caroline. Segundo ela, até que a filha se acostumasse com o nome dado a ela ao nascer, os pais usariam os dois nomes. O Jornal do Brasil relatou, na ocasião, que "Bruna por diversas vezes já a chamou de mãe, mas não escondeu que de vez em quando a menina ainda usa a palavra hima, que é mãe em hebraico".
Em 1989, um ano depois da volta do bebê, a jornalista Marleth Silva a visitou na casa da mãe. "Ela parecia bem, era bonita, doce. Era a cara da mãe", escreveu a jornalista em 2018. Ela ainda descreveu a mãe da menina, que batalhara pelo seu retorno: "Rosilda não era mais a mulher assustada e triste que fazia plantão na porta do Palácio Iguaçu. Agora sorria".

### Críticas à mãe
O retorno de Bruna ao Brasil não poupou Rosilda, a mãe, de críticas. Muitos no país diziam que ela não deveria ter trazido a menina, e sim tê-la deixado em Israel, "com uma família de mais recursos, em um país desenvolvido", como contou a jornalista Marleth Silva em 2018.
Parecia-lhes natural que ela, manicure divorciada, devesse se conformar com a posição de fornecedora de crianças para quem pode pagar. Com tanta má vontade, foi um milagre que tenha trazido a menina de volta. Mas pagou um preço alto por isso. Havia mais torcida contra do que a favor dela.

## Dias atuais

### Bruna
Duas décadas depois do ocorrido, Bruna foi procurada por veículos jornalísticos e foi tema de reportagens e de um documentário dirigido pela cineasta israelense Nili Tal, que voltou ao país em 2006 com quatro jovens de seu país que haviam passado pela mesma situação de Bruna. A visita foi retratada no filme "The Girls from Brasil" (2007). No documentário, que também investigou o paradeiro de Bruna, a cineasta encontrou a agora jovem de 20 anos com dois filhos, de pais diferentes. 
Na ocasião, não se sabia onde os filhos estavam - a polícia os havia enviado ao Conselho Tutelar depois de terem sido acolhidos em um centro assistencial que arranjara emprego para Bruna, onde ela acabou ficando por pouco tempo, também levando as crianças a sair de lá. O primeiro filho de Bruna nascera quando ela tinha apenas 14 anos. Ela tivera uma adolescência conturbada e engravidou, o que fez aumentar as críticas à mãe por ter trazido a menina de volta de Israel.

### Pais de Bruna
Rosilda, a mãe da jovem, aparece no documentário dizendo que "não quer ouvir falar de sua filha" ou do ex-marido, Luís Américo Vasconcelos, que participou em Israel dos esforços para reaver a bebê nos anos 1980.
Em um texto sobre o documentário publicado no Observatório da Imprensa, a situação vista em 2006 e retratada no filme é assim relatada: "O pai, Luís Américo, alcoólatra, passa os dias se arrastando num casebre miserável, sem luz e sem gás, onde Bruna vive de favor. Pai e filha agridem-se incessantemente, em turras pavorosas. Algumas delas são documentadas pelo filme. Cada um afirma desejar que o outro esteja morto".
Em 2018, o jornal O Globo reportou que Bruna vivia fora do Paraná e que fugia da imprensa.

### Família Turgeman
A família israelense que adotara Bruna em 1986 acabou adotando uma criança israelense que tem a mesma idade de Bruna. No retorno de Bruna ao Brasil, Rosilda declarou que não aceitaria qualquer ajuda financeira do casal israelense. 